# 坎贝尔·沃茨
坎贝尔·沃茨（英語：Campbell Watts，1995年11月10日—），澳大利亚男子赛艇运动员。他曾代表澳大利亚参加保加利亚普罗夫迪夫举行的2018年世界赛艇锦标赛，获得男子四人双桨银牌。